# All the Good Times
«All the Good Times» es una canción interpretada por la cantante estadounidense Angel Olsen. La canción fue publicada el 29 de marzo de 2022 como el sencillo principal de su sexto álbum de estudio Big Time.

## Antecedentes
El 29 de marzo de 2022, Angel Olsen anunció su sexto álbum de estudio, Big Time, cuyo lanzamiento estaba previsto para el 3 de junio de 2022. «All the Good Times» fue publicado como el sencillo principal del álbum el mismo día.

## Video musical
«All the Good Times» fue acompañado por un videoclip dirigido por Kimberly Stuckwisch, el cual protagonizaba a Olsen y su pareja Beau Thibodeaux en “una historia de atropellarse mientras se huye de uno mismo hacia uno mismo”. En una entrevista, ella declaró: “La historia de Angel es un regalo. Me permitió explorar visualmente los temas universales del amor, la pérdida y, lo que es más importante, lo que nos impide darnos cuenta de nuestro verdadero ser”.

## Interpretaciones en vivo
Angel Olsen interpretó «All the Good Times» el 17 de agosto de 2022 en el The Tonight Show Starring Jimmy Fallon.

## Recepción de la crítica
«All the Good Times» fue publicada como la canción de apertura de Big Time el 3 de junio de 2022 a través de Jagjaguwar. En Rolling Stone, Larisha Paul lo describió como “el final tranquilo de una relación cuando no queda suficiente amor para justificar permanecer juntos”. NPR escribió: “A medida que la música de Olsen continúa transformándose, presentada aquí en forma de country vintage, también lo hacen las personalidades que elige interpretar – y las que quema para comenzar de nuevo”. De acuerdo a Margaret Farrell, la letra de la canción “podría estar abordando diferentes partes de su pasado—tal vez tiempos con su pareja o su familia”. Farrell interpreta letras como “I'll be long gone, thanks for the songs/Guess it's time to wake up from the trip we’ve been on” como Olsen hablando con una versión pasada de sí misma. Tyler Golsen, escribiendo para la revista Far Out, le otorgó una calificación de 9 sobre 10, y escribió que la canción “parece reunirlo todo en un breve paquete de cuatro minutos” por cómo las aireadas líneas de órgano, los jubilosos toques de bocina y la vibrante guitarra de pedal de acero “añaden distintos colores al arreglo de la canción”. Farrell la calificó como “un clásico instantáneo”.
El personal de Under the Radar clasificó la canción en el primer lugar en su lista de “las 10 mejores canciones de la semana” para la semana del 1 de abril de 2022.
En NME, Patrick Clarke comentó que la canción “se desplaza suavemente hasta su punto medio, antes de que un poderoso redoble de tambores introduzca un crescendo colosal de trompetas, trompetas y saxofones”. Matt Mitchell, escribiendo para la revista Paste, la describió como “un anuncio, una advertencia, que esta es una nueva era de su composición”. Jenn Pelly de Pitchfork añadió que la canción “establece el tono de mordaz autocontrol desde el principio”. John Amen interpreta letras como “I can't tell you I'm trying/When there's nothing left here to try for” como Olsen abordando con nostalgia la pérdida inminente de una relación. Joe Goggins de The Skinny la calificó como “hermosa”. Sputnikmusic afirmó que «All the Good Times» “llegó a un clímax fantástico, empapada de melodrama bien ejecutado”. The Telegraph la calificó como una “tierna balada”. Liam Inscoe-Jones de The Line of Best Fit sintió que la canción “podría haber sido un éxito para Cat Stevens”. John Murphy de musicOMH la describió como “una despedida a un antiguo amante, pero con agradecimiento por la experiencia y los recuerdos”.

## Créditos y personal
Créditos adaptados desde las notas de álbum.
Músicos
- Angel Olsen – voz principal, guitarra
- Dan Higgins – arreglos de corno francés, saxofón
- Emily Elhaj – guitarra bajo, guitarra
- Jake Blanton – guitarra, glockenspiel
- Jonathan Wilson – batería y percusión, guitarra, Mellotron
- Drew Erickson – arreglos de cuerdas y corno francés, conductor, piano, órgano
- Steve Holtman – trombón
- Wayne Bergeron – trompeta

Personal técnico
- Angel Olsen – producción
- Jonathan Wilson – producción, mezclas
- Adam Ayan – masterización
- Grant Milliken – personal de estudio
- Mirza Sherrif – personal de estudio